# JJ Lehto
JJ Lehto, finski dirkač Formule 1, * 31. januar 1966, Espoo, Finska.

## Življenjepis
Jyrki Järvilehto, bolj znan kot JJ Lehto, je upokojeni dirkač Formule 1, ki je debitiral v sezoni 1989, toda nastopil je ne na štirih dirkah, kjer mu ni uspelo osvojiti točk. Tudi v sezoni 1990 jih ni, saj mu višje od dvanajstega mesta ni uspelo priti. V sezoni 1991 pa mu je uspela prva uvrstitev v točke in to kar za tretje mesto na Veliki nagradi San Marina, njegov rezultat kariere. Po sezoni 1992 brez točk, četrtem in petem mestu v sezoni 1993 in enem šestem mestu v sezoni 1994 se je upokojil kot dirkač Formule 1. V letih 1995 in 2005 je zmagal na dirki 24 ur Le Mansa.

## Popolni rezultati Formule 1
(legenda) (odebeljene dirke pomenijo najboljši štartni položaj, poševne pa najhitrejši krog, †-uvrščen kljub odstopu)
| Leto | Moštvo                      | Šasija          | Motor    | 1       | 2       | 3       | 4       | 5       | 6       | 7       | 8       | 9       | 10      | 11      | 12      | 13       | 14      | 15       | 16      | Prv | Toč |
| ---- | --------------------------- | --------------- | -------- | ------- | ------- | ------- | ------- | ------- | ------- | ------- | ------- | ------- | ------- | ------- | ------- | -------- | ------- | -------- | ------- | --- | --- |
| 1989 | Moneytron Onyx              | Onyx ORE-1      | Ford     | BRA     | SMR     | MON     | MEH     | ZDA     | KAN     | FRA     | VB      | NEM     | MAD     | BEL     | ITA     | POR DNPQ | ŠPA Ret | JAP DNPQ | AVS Ret | -   | 0   |
| 1990 | Monteverdi Onyx Formula One | Onyx ORE-1      | Ford     | ZDA DNQ | BRA DNQ |         |         |         |         |         |         |         |         |         |         |          |         |          |         | -   | 0   |
| 1990 | Monteverdi Onyx Formula One | Onyx ORE-2      | Ford     |         |         | SMR 12  | MON Ret | KAN Ret | MEH Ret | FRA DNQ | VB DNQ  | NEM NC  | MAD DNQ | BEL     | ITA     | POR      | ŠPA     | JAP      | AVS     | -   | 0   |
| 1991 | Scuderia Italia SpA         | Dallara BMS-191 | Judd     | ZDA Ret | BRA Ret | SMR 3   | MON 11  | KAN Ret | MEH Ret | FRA Ret | VB 13   | NEM Ret | MAD Ret | BEL Ret | ITA Ret | POR Ret  | ŠPA 8   | JAP Ret  | AVS 12  | 12. | 4   |
| 1992 | Scuderia Italia SpA         | Dallara BMS-192 | Ferrari  | JAR Ret | MEH 8   | BRA 8   | ŠPA Ret | SMR 11  | MON 9   | KAN 9   | FRA 9   | VB 13   | NEM 10  | MAD DNQ | BEL 7   | ITA 11   | POR Ret | JAP 9    | AVS Ret | 21. | 0   |
| 1993 | Sauber AG                   | Sauber C12      | Sauber   | JAR 5   | BRA Ret | EU Ret  | SMR 4   | ŠPA Ret | MON Ret | KAN 7   | FRA Ret | VB 8    | NEM Ret | MAD Ret | BEL 9   | ITA Ret  | POR 7   | JAP 8    | AVS Ret | 13. | 5   |
| 1994 | Mild Seven Benetton Ford    | Benetton B194   | Ford     | BRA     | PAC     | SMR Ret | MON 7   | ŠPA Ret | KAN 6   | FRA     | VB      | NEM     | MAD     | BEL     | ITA 9   | POR Ret  | EU      |          |         | 24. | 1   |
| 1994 | PP Sauber AG                | Sauber C13      | Mercedes |         |         |         |         |         |         |         |         |         |         |         |         |          |         | JAP Ret  | AVS 10  | 24. | 1   |